# Walawe
El riu Walawe o Walawe Ganga (singalès: වලවේ ගඟ) és un dels rius principals de Sri Lanka. Neix al Pic d'Adam i desaigua a l'oceà Índic a la ciutat costanera d'Ambalantota al final d'un curs de 138 km.